# .pw
.pw — национальный домен верхнего уровня для государства Палау.
Изначально в 1997 году домен был делегирован тихоокеанскому островному государству Палау. Однако впоследствии он был несколько раз переделегирован, в основном Directi — группой организаций, ведущих деятельность по регистрации доменов и предоставлению других Интернет-ориентированных услуг, которая представила домен под новым брендом the Professional Web. С 25 марта 2013 года домены верхнего уровня в зоне .pw стали доступны для регистрации широкой публике.